# Prokuplje
Prokuplje (tiếng Serbia:) là một thành phố Serbia. Thành phố Prokuplje có diện tích  km², dân số là 27.673 người (theo điều tra dân số Serbia năm 2002) còn dân số cả khu tự quản là người. Đây là thủ phủ hành chính của quận